# Generali Open 2023
Il Generali Open 2023 è stato un torneo di tennis professionistico maschile che si è giocato sulla terra rossa. È stata la 78ª edizione dell'evento, appartenente alle ATP Tour 250 nell'ambito dell'ATP Tour 2023. Si è giocato al Tennis Stadium Kitzbühel di Kitzbühel, in Austria, dal 31 luglio al 5 agosto 2023.

## Partecipanti

### Teste di serie
| Giocatore | Nazione                 | Ranking* | Testa |
| --------- | ----------------------- | -------- | ----- |
| Argentina | Tomás Martín Etcheverry | 34       | 1     |
| Germania  | Yannick Hanfmann        | 45       | 2     |
| Argentina | Pedro Cachín            | 49       | 3     |
| Austria   | Sebastian Ofner         | 52       | 4     |
| Serbia    | Laslo Đere              | 57       | 5     |
| Spagna    | Roberto Carballés Baena | 59       | 6     |
| Serbia    | Dušan Lajović           | 60       | 7     |
| Germania  | Daniel Altmaier         | 61       | 8     |

* Ranking al 24 luglio 2023.

### Altri partecipanti
I seguenti giocatori hanno ricevuto una wild card per il tabellone principale:
- Filip Misolic
- Thiago Seyboth Wild
- Dominic Thiem

Il seguente giocatore è entrato con il ranking protetto nel tabellone principale:
- Guido Pella

Il seguente giocatore è entrato in tabellone come special exempt:
- Alexei Popyrin

I seguenti giocatori sono passati dalle qualificazioni:

- Hamad Međedović
- Guido Andreozzi
- Dennis Novak
- Facundo Bagnis

Il seguente giocatore è entrato in tabellone come lucky loser:
- Juan Manuel Cerúndolo

### Ritiri
Prima del torneo
- Roberto Bautista Agut → sostituito da  Arthur Rinderknech
- Miomir Kecmanović → sostituito da  Alex Molčan
- Alexei Popyrin → sostituito da  Juan Manuel Cerúndolo
- Lorenzo Sonego → sostituito da  Daniel Elahi Galán
- Botic van de Zandschulp → sostituito da  Marc-Andrea Hüsler

## Partecipanti al doppio

### Teste di serie
| Nazione | Giocatore       | Nazione    | Giocatore            | Ranking* | Testa di serie |
| ------- | --------------- | ---------- | -------------------- | -------- | -------------- |
| Austria | Alexander Erler | Austria    | Lucas Miedler        | 79       | 1              |
| Italia  | Simone Bolelli  | Italia     | Andrea Vavassori     | 85       | 2              |
| Francia | Sadio Doumbia   | Francia    | Fabien Reboul        | 89       | 3              |
| Ecuador | Gonzalo Escobar | Kazakistan | Oleksandr Nedovjesov | 96       | 4              |

### Altri partecipanti
Le seguenti coppie hanno ricevuto una wildcard per il tabellone principale:
- Filip Misolic /  Joel Josef Schwärzler
- Sebastian Ofner /  Dominic Thiem

## Punti e montepremi

### Punti
| Torneo    | V   | F   | SF | QF | 2T | 1T | Q  | Q2 | Q1 |
| Singolare | 250 | 150 | 90 | 45 | 20 | 0  | 12 | 6  | 0  |
| Doppio    | 250 | 150 | 90 | 45 | 0  | –  | –  | –  | –  |

### Montepremi
| Torneo    | V       | F       | SF      | QF      | 2T     | 1T     | Q2     | Q1     |
| Singolare | 85605 € | 49940 € | 29355 € | 17010 € | 9880 € | 6035 € | 3020 € | 1645 € |
| Doppio    | 29740 € | 15910 € | 9330 €  | 5220 €  | 3070 € | –      | –      | –      |

## Campioni

### Singolare
Sebastián Báez ha sconfitto in finale  Dominic Thiem con il punteggio di 6-3, 6-1.
È il terzo titolo in carriera per Báez, il secondo in stagione.

### Doppio
Alexander Erler /  Lucas Miedler hanno sconfitto in finale  Gonzalo Escobar /  Oleksandr Nedovjesov con il punteggio di 6-4, 6-4.